# Nahetal
Nahetal este o arie protejată (arie de protecție specială avifaunistică — SPA) din Germania întinsă pe o suprafață de 12.747 ha, integral pe uscat.

## Localizare
Centrul sitului Nahetal este situat la coordonatele 49°46′34″N 7°35′07″E / 49.7761°N 7.5853°E.

## Înființare
Situl Nahetal a fost declarat arie de protecție specială avifaunistică în ianuarie 2004 pentru a proteja 26 de specii de animale.

## Biodiversitate
Situată în ecoregiunea continentală, aria protejată nu include niciun habitat protejat.
La baza desemnării sitului se află mai multe specii protejate de  păsări (26): pescăruș albastru (Alcedo atthis), fâsă-de-câmp (Anthus campestris), Ardea cinerea cinerea, cocoșul de mesteacăn (Bonasa bonasia), buha (Bubo bubo), caprimulg (Caprimulgus europaeus), barză albă (Ciconia ciconia ciconia), barză neagră (Ciconia nigra), erete de stuf (Circus aeruginosus), erete vânăt (Circus cyaneus), erete cenușiu (Circus pygargus), ciocănitoarea de stejar (Dendrocopos medius), ciocănitoare neagră (Dryocopus martius), egretă albă (Egretta alba), presură sură (Emberiza calandra), presură de munte (Emberiza cia), Falco peregrinus peregrinus, frunzăriță galbenă (Hippolais icterina), capîntortură (Jynx torquilla), sfrâncioc roșiatic (Lanius collurio), gaia neagră (Milvus migrans), gaia roșie (Milvus milvus), vultur pescar (Pandion haliaetus), viespar (Pernis apivorus), ciocănitoare verzuie (Picus canus), pițigoi-pungar (Remiz pendulinus).